# Skiáthos (ville)
La ville de Skiáthos, en grec moderne : Σκιάθος, est le siège de l'île du même nom, formant un dème du district régional des Sporades, en Thessalie, Grèce. 
Elle est située dans la partie sud-est de l'île et compte une population de 4 883 habitants, selon le recensement de 2011.